# Мюкланд, Эрик
Эрик Мюкланд (норв. Erik Mykland; род. 21 июля 1971, Рисёр, Эуст-Агдер) — норвежский футбольный центральный полузащитник и тренер. Выступал за сборную Норвегии.

## Карьера

### Клубная
С 1989 года играл в клубе «Старт» из Кристиансанна. Был важной частью команды и в сезонах 1990, 1991, 1993 сыграл во всех матчах «Старта» в чемпионате. Клуб выступал не очень успешно и ни разу не попал в европейские кубки, хотя в 1991 и 1992  годах был близок к этому и занимал 3-е место в чемпионате. В межсезонье 1994—1995 был отдан в аренду в нидерландский клуб «Утрехт», где выходил в стартовом составе в 9 матчах Эредивизие. В сезоне-1996 «Старт» выбыл из высшего дивизиона, и Мюкланд перешёл в австрийский ФК «Линц». В 1997 году «Линц» был объединён с ЛАСК, Эрик перебрался в греческий клуб «Панатинаикос». В этом клубе провёл лучшую часть своей карьеры. В составе «Пао» выступал в Лиге чемпионов 1998/99 и Кубке УЕФА 1999/00, 16 сентября 1998 года забил единственный в своей карьере еврокубковый гол — в ворота киевского «Динамо».
В 2000 году перешёл в германский «Мюнхен 1860», хотя после Евро-2000 Мюкландом интересовался тогдашний чемпион Франции «Монако». Первый официальный матч за «Мюнхен 1860» провёл 27 июля в Кубке германской лиги против «Кайзерслаутерна». Выступал под номером 14. Поначалу играл довольно успешно, несмотря на травмы, но в январе 2002 года вступил в конфликт с главным тренером Петером Пакультом и перешёл в ФК «Копенгаген», спортивный директор которого назвал Мюкланда "лучшим полузащитником Скандинавии". Первый официальный матч за FCK провёл 3 марта 2002 года против «Орхуса». 7 апреля 2002 забил свой первый со времён «Панатинаикоса» гол в матче против «Оденсе». В сезоне 2002/03 выиграл с «Копенгагеном» свой единственный титул — чемпионат Дании. В сезоне 2003/04 из-за травм играл очень мало (с октября вообще не играл) и по окончании сезона завершил карьеру игрока.
В июле 2008 года объявил о возвращении в профессиональный футбол и вернулся в «Старт». Впервые вышел на поле 5 октября 2008 в матче против клуба «Санднес».

### В сборной
Выступал за молодёжную сборную Норвегии, в её составе играл в отборочном матче против Италии, который норвежцы выиграли со счётом 6:0. Дебютировал в первой сборной 7 ноября 1990 года в товарищеской игре с командой Туниса. 9 сентября 1992 года забил свой первый гол за сборную, в ворота сборной Сан-Марино, матч закончился победой норвежцев со счётом 10:0. Свой второй и последний международный гол забил 9 марта 1994 года Уэльсу. На чемпионате мира 1994 выходил в стартовом составе во всех трёх матчах сборной Норвегии. На чемпионате мира 1998 был ключевым игроком команды, которая смогла выйти из группы (это наивысшее достижение в истории сборной Норвегии). После ЧМ-1998 решил завершить выступления за сборную, но вскоре передумал. На чемпионате Европы 2000 дважды признавался лучшим игроком матча, в игре Норвегия—Югославия Матея Кежман был удалён за грубый фол против Мюкланда всего через 45 секунд после выхода на поле. Последний матч за сборную провёл 11 октября 2000 года против Украины.

## Статистика

### Матчи Мюкланда за сборную Норвегии
| Матчи Мюкланда за сборную Норвегии | Матчи Мюкланда за сборную Норвегии | Матчи Мюкланда за сборную Норвегии | Матчи Мюкланда за сборную Норвегии | Матчи Мюкланда за сборную Норвегии | Матчи Мюкланда за сборную Норвегии |
| ---------------------------------- | ---------------------------------- | ---------------------------------- | ---------------------------------- | ---------------------------------- | ---------------------------------- |
| №                                  | Дата                               | Соперник                           | Счёт                               | Голы Мюкланда                      | Соревнование                       |
| 1                                  | 7 ноября 1990                      | Тунис                              | 3:1                                | —                                  | Товарищеский матч                  |
| 2                                  | 4 февраля 1992                     | Бермуды                            | 3:1                                | —                                  | Товарищеский матч                  |
| 3                                  | 29 апреля 1992                     | Дания                              | 0:1                                | —                                  | Товарищеский матч                  |
| 4                                  | 13 мая 1992                        | Фарерские острова                  | 2:0                                | —                                  | Товарищеский матч                  |
| 5                                  | 3 июня 1992                        | Шотландия                          | 0:0                                | —                                  | Товарищеский матч                  |
| 6                                  | 26 августа 1992                    | Швеция                             | 2:2                                | —                                  | Товарищеский матч                  |
| 7                                  | 9 сентября 1992                    | Сан-Марино                         | 10:0                               | 1                                  | Чемпионат мира 1994 (отбор)        |
| 8                                  | 23 сентября 1992                   | Нидерланды                         | 2:1                                | —                                  | Чемпионат мира 1994 (отбор)        |
| 9                                  | 7 октября 1992                     | Сан-Марино                         | 2:0                                | —                                  | Чемпионат мира 1994 (отбор)        |
| 10                                 | 14 октября 1992                    | Англия                             | 1:1                                | —                                  | Чемпионат мира 1994 (отбор)        |
| 11                                 | 2 декабря 1992                     | Китай                              | 1:2                                | —                                  | Товарищеский матч                  |
| 12                                 | 10 февраля 1993                    | Португалия                         | 1:1                                | —                                  | Товарищеский матч                  |
| 13                                 | 30 марта 1993                      | Катар                              | 6:1                                | —                                  | Товарищеский матч                  |
| 14                                 | 28 апреля 1993                     | Турция                             | 3:1                                | —                                  | Чемпионат мира 1994 (отбор)        |
| 15                                 | 2 июня 1993                        | Англия                             | 2:0                                | —                                  | Чемпионат мира 1994 (отбор)        |
| 16                                 | 9 июня 1993                        | Нидерланды                         | 0:0                                | —                                  | Чемпионат мира 1994 (отбор)        |
| 17                                 | 11 августа 1993                    | Фарерские острова                  | 7:0                                | —                                  | Товарищеский матч                  |
| 18                                 | 13 октября 1993                    | Польша                             | 3:0                                | —                                  | Чемпионат мира 1994 (отбор)        |
| 19                                 | 10 ноября 1993                     | Турция                             | 1:2                                | —                                  | Чемпионат мира 1994 (отбор)        |
| 20                                 | 15 января 1994                     | США                                | 1:2                                | —                                  | Товарищеский матч                  |
| 21                                 | 19 января 1994                     | Коста-Рика                         | 0:0                                | —                                  | Товарищеский матч                  |
| 22                                 | 9 марта 1994                       | Уэльс                              | 3:1                                | 1                                  | Товарищеский матч                  |
| 23                                 | 20 апреля 1994                     | Португалия                         | 0:0                                | —                                  | Товарищеский матч                  |
| 24                                 | 1 июня 1994                        | Дания                              | 2:1                                | —                                  | Товарищеский матч                  |
| 25                                 | 5 июня 1994                        | Швеция                             | 0:2                                | —                                  | Товарищеский матч                  |
| 26                                 | 19 июня 1994                       | Мексика                            | 1:0                                | —                                  | Чемпионат мира 1994                |
| 27                                 | 23 июня 1994                       | Италия                             | 0:1                                | —                                  | Чемпионат мира 1994                |
| 28                                 | 28 июня 1994                       | Ирландия                           | 0:0                                | —                                  | Чемпионат мира 1994                |
| 29                                 | 7 сентября 1994                    | Беларусь                           | 1:0                                | —                                  | Чемпионат Европы 1996 (отбор)      |
| 30                                 | 12 октября 1994                    | Нидерланды                         | 1:1                                | —                                  | Чемпионат Европы 1996 (отбор)      |
| 31                                 | 16 ноября 1994                     | Беларусь                           | 4:0                                | —                                  | Чемпионат Европы 1996 (отбор)      |
| 32                                 | 14 декабря 1994                    | Мальта                             | 1:0                                | —                                  | Чемпионат Европы 1996 (отбор)      |
| 33                                 | 8 февраля 1995                     | Кипр                               | 2:0                                | —                                  | Товарищеский матч                  |
| 34                                 | 7 июня 1995                        | Мальта                             | 2:0                                | —                                  | Чемпионат Европы 1996 (отбор)      |
| 35                                 | 15 ноября 1995                     | Нидерланды                         | 0:3                                | —                                  | Чемпионат Европы 1996 (отбор)      |
| 36                                 | 26 ноября 1995                     | Ямайка                             | 1:1                                | —                                  | Товарищеский матч                  |
| 37                                 | 29 ноября 1995                     | Тринидад и Тобаго                  | 2:3                                | —                                  | Товарищеский матч                  |
| 38                                 | 1 сентября 1996                    | Грузия                             | 1:0                                | —                                  | Товарищеский матч                  |
| 39                                 | 9 октября 1996                     | Венгрия                            | 3:0                                | —                                  | Чемпионат мира 1998 (отбор)        |
| 40                                 | 10 ноября 1996                     | Швейцария                          | 1:0                                | —                                  | Чемпионат мира 1998 (отбор)        |
| 41                                 | 18 января 1997                     | Республика Корея                   | 0:1                                | —                                  | Товарищеский матч                  |
| 42                                 | 22 января 1997                     | Новая Зеландия                     | 3:0                                | —                                  | Товарищеский матч                  |
| 43                                 | 25 января 1997                     | Австралия                          | 0:1                                | —                                  | Товарищеский матч                  |
| 44                                 | 30 апреля 1997                     | Финляндия                          | 1:1                                | —                                  | Чемпионат мира 1998 (отбор)        |
| 45                                 | 30 мая 1997                        | Бразилия                           | 4:2                                | —                                  | Товарищеский матч                  |
| 46                                 | 8 июня 1997                        | Венгрия                            | 1:1                                | —                                  | Чемпионат мира 1998 (отбор)        |
| 47                                 | 20 июля 1997                       | Исландия                           | 1:0                                | —                                  | Товарищеский матч                  |
| 48                                 | 20 августа 1997                    | Финляндия                          | 4:0                                | —                                  | Чемпионат мира 1998 (отбор)        |
| 49                                 | 6 сентября 1997                    | Азербайджан                        | 1:0                                | —                                  | Чемпионат мира 1998 (отбор)        |
| 50                                 | 8 октября 1997                     | Колумбия                           | 0:0                                | —                                  | Товарищеский матч                  |
| 51                                 | 25 февраля 1998                    | Франция                            | 3:3                                | —                                  | Товарищеский матч                  |
| 52                                 | 25 марта 1998                      | Бельгия                            | 2:2                                | —                                  | Товарищеский матч                  |
| 53                                 | 20 мая 1998                        | Мексика                            | 5:2                                | —                                  | Товарищеский матч                  |
| 54                                 | 27 мая 1998                        | Саудовская Аравия                  | 6:0                                | —                                  | Товарищеский матч                  |
| 55                                 | 10 июня 1998                       | Марокко                            | 2:2                                | —                                  | Чемпионат мира 1998                |
| 56                                 | 23 июня 1998                       | Бразилия                           | 2:1                                | —                                  | Чемпионат мира 1998                |
| 57                                 | 27 июня 1998                       | Италия                             | 0:1                                | —                                  | Чемпионат мира 1998                |
| 58                                 | 10 февраля 1999                    | Италия                             | 0:0                                | —                                  | Товарищеский матч                  |
| 59                                 | 27 марта 1999                      | Греция                             | 2:0                                | —                                  | Чемпионат Европы 2000 (отбор)      |
| 60                                 | 28 апреля 1999                     | Грузия                             | 4:1                                | —                                  | Чемпионат Европы 2000 (отбор)      |
| 61                                 | 30 мая 1999                        | Грузия                             | 1:0                                | —                                  | Чемпионат Европы 2000 (отбор)      |
| 62                                 | 5 июня 1999                        | Албания                            | 2:1                                | —                                  | Чемпионат Европы 2000 (отбор)      |
| 63                                 | 18 августа 1999                    | Литва                              | 1:0                                | —                                  | Товарищеский матч                  |
| 64                                 | 4 сентября 1999                    | Греция                             | 1:0                                | —                                  | Чемпионат Европы 2000 (отбор)      |
| 65                                 | 8 сентября 1999                    | Словения                           | 4:0                                | —                                  | Чемпионат Европы 2000 (отбор)      |
| 66                                 | 9 октября 1999                     | Латвия                             | 2:1                                | —                                  | Чемпионат Европы 2000 (отбор)      |
| 67                                 | 14 ноября 1999                     | Германия                           | 0:1                                | —                                  | Товарищеский матч                  |
| 68                                 | 23 февраля 2000                    | Турция                             | 2:0                                | —                                  | Товарищеский матч                  |
| 69                                 | 29 марта 2000                      | Швейцария                          | 2:2                                | —                                  | Товарищеский матч                  |
| 70                                 | 26 апреля 2000                     | Бельгия                            | 0:2                                | —                                  | Товарищеский матч                  |
| 71                                 | 27 мая 2000                        | Словакия                           | 2:0                                | —                                  | Товарищеский матч                  |
| 72                                 | 3 июня 2000                        | Италия                             | 1:0                                | —                                  | Товарищеский матч                  |
| 73                                 | 13 июня 2000                       | Испания                            | 1:0                                | —                                  | Чемпионат Европы 2000              |
| 74                                 | 18 июня 2000                       | Югославия                          | 0:1                                | —                                  | Чемпионат Европы 2000              |
| 75                                 | 21 июня 2000                       | Словения                           | 0:0                                | —                                  | Чемпионат Европы 2000              |
| 76                                 | 2 сентября 2000                    | Армения                            | 0:0                                | —                                  | Чемпионат мира 2002 (отбор)        |
| 77                                 | 7 октября 2000                     | Уэльс                              | 1:1                                | —                                  | Чемпионат мира 2002 (отбор)        |
| 78                                 | 11 октября 2000                    | Украина                            | 0:1                                | —                                  | Чемпионат мира 2002 (отбор)        |

Итого: 78 матчей / 2 гола; 42 победы, 21 ничья, 15 поражений.

## Достижения

### Командные
Копенгаген
- Чемпион Дании 2002/03

Панатинаикос
- Вице-чемпион Греции: 1997/98, 1999/00

### Личные
- Полузащитник года в Норвегии (Приз Книксена): 1992, 1994
- Футболист года в Норвегии (Приз Книксена) 2000

## Вне поля
В марте 2009 года был признан виновным в приобретении и употреблении наркотиков и приговорён к общественно полезным работам.